# Sinfonía concertante

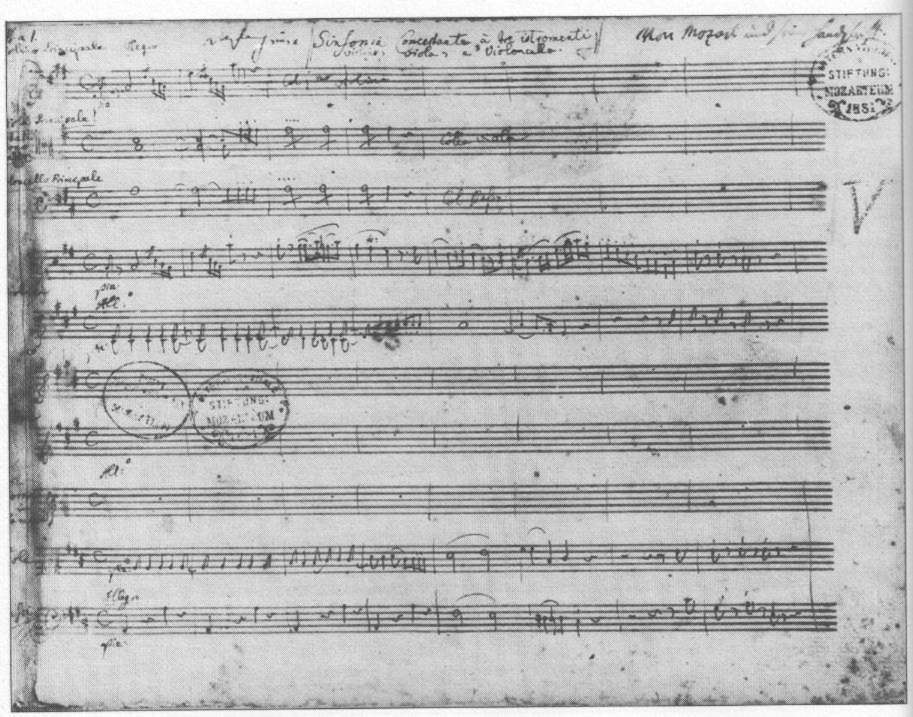
Autógrafos musicales de Wolfgang Amadeus Mozart, Obras de arte inacabadas

Una Sinfonía concertante es una forma musical que se originó en la época de la música clásica y es una mezcla de los géneros sinfonía y concierto:
- Es un concierto, porque tiene uno o más solistas (en el clasicismo musical normalmente más de uno).
- Es una sinfonía porque no pone particularmente al solista como centro de atención: la impresión es más bien sinfónica en conjunto, con algunas intervenciones de los solistas sin dominar directamente la orquesta.